# Obwiesbach
Der Obwiesbach ist ein etwa 2 km langer Bach im baden-württembergischen Landkreis Tübingen überwiegend auf der Gemarkung der Gemeinde Dußlingen, der nach etwa nordnordwestlichem Lauf im Dorf Dußlingen von rechts in die untere Steinlach mündet.
Etwa einen Kilometer weiter aufwärts mündet vor Dußlingen von derselben Seite der Wiesbach, an dessen Unterlauf der Obwiesbach entsteht und dessen alter Unterlauf er ist.

## Name
Der Obwiesbach ist in der amtlichen Gewässerkarte als Oberwiesbach eingetragen, eine Schreibung, die aber wohl einem Versehen geschuldet ist. Er verläuft längstenteils vor Dußlingen an einem Wiesengewann Obwies entlang. Der Wiesbach, dessen alter Unterlauf er ist, trägt oberhalb des heutigen Obwiesbach-Ursprungs auf einer amtlichen topographischen Karte den Beinamen Obwiesbach und eine diesem noch weiter aufwärts am Ostrand von Nehren entlangführende Gewerbestraße hat den Namen Am Obwiesbach. Die amtliche Gewässerkarte gibt dem Wiesbach aber dennoch den Beinamen Oberwiesbach. Bei der Benennung beider Bäche für die Gewässerkarte wurde offenbar das Ob als Abkürzung für Ober missinterpretiert und die Motivierung des Namens durch den Gewannnamen nicht erkannt. Möglicherweise ist der lokale Name des Wiesbachs ebenfalls Obwiesbach.

## Geographie

### Verlauf
Der Obwiesbach entsteht am Nordrand von Nehren nahe dem Haus Nr. 3 der Talstraße in der Wiesenaue des Tälchens, in dem der Wiesbach westwärts zur breiten Talebene der Steinlach hinabläuft. Nur etwa fünfzig Meter rechtsseits vom Wiesbach entfernt, beginnt der Obwiesbachlauf auf etwa 398 m ü. NHN und ist von Anfang an und bis zum Dorfrand des Mündungsorts von einem schmalen Auwaldstreifen begleitet.
Beide Bäche treten bald aus ihrem Nebental des Steinlachtals in dessen weite Talebene aus, der Unterlauf des Wiesbachs fließt darin schnurgerade nordwestwärts zur Steinlach, während sich der Obwiesbach nordwärts wendet und in kleinen Schlingen in einer nur flach eingetieften eigenen Talmulde meist neben Wiesen fern dem Fluss und nahe am rechten Hangfuß des Steinlachtals bleibt. Sein anfangs wenig, weiter abwärts dann stärker eingetieftes Bett ist unverbaut und bis zu einen Meter breit, auf dem Grund liegt Schlamm, die von Weiden, Eschen und Gesträuch gesäumten Ufer sind eher flach.
Nach weniger als der Hälfte des Laufes mündet von links aus dem lange begleitenden Gewann Obwasen ein kurzer, etwa 150 Meter langer Auengraben. Wenige hundert Meter weiter erreicht der Bach den Ortsrand von Dußlingen, in dessen Siedlungsbereich er dann bald und zumeist verdolt verläuft. Er wendet sich dabei nach Westen und folgt dann dem Südrand des Parks westlich der Hechinger Straße. Nachdem er noch das Gelände der Anne-Frank-Schule passiert hat, mündet er nahe dieser auf unter 380 m ü. NHN von rechts in die untere Steinlach, nur wenige Schritte vor dem Zulauf des Wertgrabens an der anderen Flussseite.
Der Obwiesbach mündet nach einem 2,1 km langen Weg mit mittlerem Sohlgefälle von etwa 9 ‰ rund 18 Höhenmeter unter seinem Laufanfang. Außer dem genannten kurzen Graben hat er keine weiteren Zuflüsse.

### Einzugsgebiet
Der Obwiesbach hat ein etwa 0,9 km² großes Einzugsgebiet, das naturräumlich gesehen im Unterraum Die Steinlach des Mittleren Albvorlandes liegt. Der mit etwa 380 m ü. NHN höchste Punkt liegt an der östlichen Wasserscheide auf der oberen rechten Hangkante des Steinlachtales nahe an einem Wasserreservoir. Jenseits dieser liegt meist Einzugsgebiet des Spundgrabens, der über die Wiesaz tiefer in die Steinlach entwässert, im Südosten und Südwesten konkurriert der Wiesbach bzw. dessen neuer Unterlauf, deren letzter rechter Zufluss vor dem Obwiesbach.
Der merklich kleinere obere und südliche Teil des Einzugsgebietes gehört zur Gemeinde Nehren, der größere untere und nördliche zur Gemeinde Dußlingen. Dieses Mündungsdorf ist auch der einzige Siedlungsplatz im Einzugsgebiet. in der Steinlach-Talebene linksseits des Laufes dominiert das Grünland, rechtsseits erhebt sich nach einem nur schmalen Wiesenstreifen der Talhang mit früheren Weinbergen, die heute von teils verbuschenden Obstwiesen eingenommen sind.

## Geologie
An der Höhenstufe rechts des Bachs stehen Schwarzjura-Schichten an vom Posidonienschiefer bis hinab zum Obtususton am untersten Hang. In der flachen Talebene ist der Schwarzjura von viel jüngerem quartärem Gestein überdeckt, dort fließt der Bach von Anfang an und zuletzt wieder in einer teils breiten Auenlehmzone, zwischendurch auch im Hochflutsediment der Niederterrasse. Das Bett der Steinlach ist in den Arietenkalk eingetieft.

### LUBW
Amtliche Online-Gewässerkarte mit passendem Ausschnitt und den hier benutzten Layern: Lauf und Einzugsgebiet des Obwiesbachs und des Wiesbachs

Allgemeiner Einstieg ohne Voreinstellungen und Layer: Daten- und Kartendienst der Landesanstalt für Umwelt Baden-Württemberg (LUBW) (Hinweise)
1. 1 2 3  Höhe nach dem Höhenlinienbild auf dem Hintergrundlayer Topographische Karte.
2. ↑  Länge nach dem Layer Gewässernetz (AWGN).
3. ↑  Einzugsgebiet abgemessen auf dem Hintergrundlayer Topographische Karte.
4. ↑  Name des Gewanns Obwies auf dem Layer Liegenschaft und Gewässer.
Name bzw. Beiname Oberwiesbach nach dem Layern Gewässernetz (AWGN) und Gewässername. Beiname Obwiesbach des Wiesbachs auf: Geoportal Baden-Württemberg (Hinweise)
5. ↑  Natur teilweise nach dem Layer Geschützte Biotope.

### Andere Belege
1. ↑  Auf dem
  - Meßtischblatt 7520 Mössingen von 1911 in der Deutschen Fotothek

setzt der heutige Obwiesbach den Lauf des Wiesbachs ab der Unterlaufklinge fort, die begradigte Strecke des Wiesbachs nordwestwärts zur Steinlach gab es danach damals noch nicht.
2. ↑  Friedrich Huttenlocher: Geographische Landesaufnahme: Die naturräumlichen Einheiten auf Blatt 178 Sigmaringen. Bundesanstalt für Landeskunde, Bad Godesberg 1959. → Online-Karte (PDF; 4,3 MB)
3. ↑  Geologie nach den Layern zu Geologische Karte 1:50.000 auf: Mapserver des Landesamtes für Geologie, Rohstoffe und Bergbau (LGRB) (Hinweise)